# Кабе, Этьен
Этье́н Кабе́ (фр. Étienne Cabet; 1 января 1788, Дижон — 8 ноября 1856, Сент-Луис, штат Миссури) — французский философ, публицист, социалист-утопист, организатор коммун икарийцев в США.

## Биография
Сын простого рабочего; первоначальное образование получил в Дижоне, под руководством Жакото. Получив звание доктора прав, Кабе занялся адвокатурой, защищая дела преимущественно политического характера. Во время Ста дней он был одним из основателей бургундской федерации национальной обороны, за что, после возвращения Бурбонов, ему временно запрещена была адвокатская практика. Во время Реставрации он состоял деятельным членом союза карбонариев.
После Июльской революции 1830 года, в которой он принимает большое участие, он пытается убедить герцога Орлеанского в необходимости созыва законодательного собрания для пересмотра конституции. Назначенный генеральным прокурором на Корсику, он скоро отрешается от должности, недолго заседает в палате депутатов и пишет жестокий памфлет против июльской монархии. Преданный суду, Кабе оправдан присяжными, но вскоре навлекает на себя новое преследование двумя статьями в основанном им журнале «Populaire».
Приговорённый к 2-летнему тюремному заключению, он бежит в Англию, где пишет несколько исторических сочинений, более тенденциозных, нежели основательных, и наконец, под влиянием «Утопии» Мора, становится убеждённым коммунистом и в 1840 году издает «Путешествие в Икарию».
Вернувшись во Францию, Кабе усиленно пропагандирует своё коммунистическое учение во множестве брошюр и в 1841 году возобновляет журнал «Populaire» с открыто коммунистическим направлением. В 1847 году, с целью практического осуществления своих идей, он покупает землю в Техасе и организует переселение туда нескольких сот французских рабочих. Неудачи первых переселенцев заставляют Кабе лично отправиться в колонию, которая переносится им из Техаса в Наву (шт. Иллинойс) и временно достигает благосостояния.
Затем возникают внутренние раздоры и неудовольствия против Кабе, которого некоторые из возвратившихся во Францию колонистов обвиняют в мошенничестве и шантаже. Заочно осужденный, Кабе едет в Париж и добивается нового рассмотрения дела, оканчивающегося полным его оправданием. Государственный переворот 1851 г. заставляет Кабе возвратиться в колонию. Самовластность его в роли правителя и разные неудачи приводят к разрыву между ним и его последователями: Кабе изгоняется из колонии и умирает в Сент-Луисе, осуждённый своими учениками.

## Коммунистическое учение Кабе
Своё коммунистическое учение Кабе изложил сначала в виде путевых записок английского лорда, посетившего фантастическую страну Икарию. Описание государственного строя идеальной страны составляет центр тяжести книги, не чуждой и романического элемента, но крайне неудовлетворительной с художественной точки зрения. Убедившись в несовершенстве господствующего повсюду социального строя, икарийцы произвели у себя государственный переворот и выбрали диктатором Икара для постепенного, в течение пятидесяти лет, проведения в жизнь коммунистического идеала. В момент посещения Икарии лордом Керисдалем территория страны, с постройками, принадлежит уже всей нации. Всё движимое имущество нации, вместе с произведениями промышленности и земледелия, составляет один капитал, которым народ, через своих избранников, распоряжается как своей нераздельной собственностью.
«Республика или община одна владеет всем; она организует промышленные занятия, строит мастерские и магазины; она обрабатывает землю, производит всё, что нужно для пищи, одежды, помещения и меблирования, наконец она доставляет всякому гражданину пищу, помещение и мебель». Труд в Икарии является обязательным и длится около 6—7 часов для взрослых граждан, причём работа выбирается каждым сообразно его способностям, но, раз избранная, делается навсегда его специальностью. Труд столь приятен, что от него никто не уклоняется; машины исполняют более тяжёлые и грязные работы. Основной принцип: «de chacun suivant ses forces, a chacun suivant ses besoins» (от каждого по его силам, каждому по его потребностям). Бремя и порядок работы, равно как и вся домашняя жизнь икарийцев, строго регламентированы законом. В пище, одежде и помещении наблюдается строгое равенство, не исключающее разнообразия.
Брак почитается в Икарии делом священным, выбор вполне свободен, супруги равны, нарушение верности — вещь неслыханная, развод допускается только как исключение. Религия икарийцев — чистый деизм, причём каждому предоставляется следовать тем или другим религиозным догматам; жрецы существуют лишь для нравственных назиданий, но не для богослужения. Печать в Икарии находится под строгою цензурой и в сущности является вполне официальною. Власть избранных правителей неограничена; мнения большинства имеют силу закона как в деле общественного и личного благоустройства, так и в вопросах искусства и науки. Решения правительства оказываются всегда благодетельными для народа.
В отличие от материалистического коммунизма Дезами, Пийо, Лаготьера и религиозно-мистического коммунизма аб. Констана, Дюмениля и Эскироса, коммунизм Кабе может быть назван этическим и сентиментальным. Он вытекает всецело из чувства братства, которое, по мнению Кабе, должно объединить все человечество. «Природа желала, чтоб человек был счастлив»; несчастье является следствием невежества, неопытности человека, дурного социального устройства, а больше и прежде всего — следствием частной собственности, этой главной причины неравенства и всех вытекающих из него бедствий (мысли Руссо). «Естественная справедливость» не может допустить, чтобы человек имел излишек, когда его ближний лишён необходимого. Коммунизм Кабе отличается мирным и умеренным характером; воцарение его на земле Кабе ждёт не от революции, а от мирного распространения идей, причём коммунистическому строю должна предшествовать переходная стадия, при которой частная собственность сохраняется, но труд постепенно становится обязательным, наследство уничтожается, система обложения реформируется, армия распускается, бедные получают поддержку от государства. Громадная популярность, созданная Кабе его «Путешествием в Икарию», доставила ему массу последователей, а вместе с тем привела и к жестокой полемике с другими, более крайними коммунистическими фракциями. В этой полемике (напр. с Дезами и аб. Констаном) Кабе выказал нетерпимость к чужому мнению и претензию считаться единственным пророком коммунизма.

## Сочинения
Всех сочинений Кабе больше ста; главные из них: «Revolution de 1830 et situation presente» (2 изд. 1833); «Histoire populaire de la Revolution francaise» (1839); «Credo communiste» (1841); «Douze lettres d’un communiste a un reformiste sur la communaute» (1842); «Comment je suis communiste» (1840); «Almanach icarien» (1843—1848, 1852); «Etat de la question sociale en Angleterre, en Ecosse, en lrlande et en France» (1843); «Le vrai christianisme suivant Jesus Christ» (1846); «Realisation de la communaute d’icarie» (1847—1850); «Compte rendu par le president de la communaute» (1854).
Главные сочинения о Кабе : «Biographie de Cabet et Reponse aux ennemis du communisme» (1846); Beluze, «Mort du fondateur d’lcarie» (1856); A.Hepner, «Die Icarier in Nordamerika» (1886);
L.Stein, «Soclalismus und Communismus des heutigen Frankreichs»; Sudre, «Histoire du communisme» (1850); Malou, «Histoire du socialisme» (т. II); статья проф. Лексиса, в «Worterbuch der Staatswissenschaften» (т. II); статья Molinsky в «Revue Socialiste» (1891 — 92); Dr. Lux, «Etienne Cabet u. der ikarische Communismus» (Штуттг. 1894); Щеглов, «История социальных систем» (т. II).

## Издания
- Кабе Этьен. Путешествие в Икарию (в 3-х частях). — М.: Изд-во АН СССР, 1948.